# Somalistruds
Somalistrudsen (latin: Struthio molybdophanes) ses som en anden art af den normale struds, hvilket bekræftes af DNA-analyser.
Strudsen adskiller sig fra den afrikanske struds ved at hannen har rene hvide halefjer og ikke rødlige. Hertil kommer at dens ben og hals snarere er grå end rødlige. 
I modsætning til andre arter har denne struds ikke en hvid krave på det nederste af halsen. Somalistrudsen er lige så høj som den afrikanske struds (200-240 cm) og både hunner og unger ser hos begge arter fuldstændig ens ud. 
Somalistruden lever i det østlige Etiopien og i det centrale og nordlige Somalia og i andre lande.
Somalistruden lever mindre selskabeligt end dens nære slægtning og findes sjældent udenfor reservater og naturparker.